# Chiron (planetka)
(2060) Chiron je planetka objevená 18. října 1977 astronomem C. T. Kowalem na kalifornské Observatoři Mt. Palomar (byla však zpětně nalezena i na předobjevových snímcích, jejichž historie sahá až do roku 1895). Její název pochází z řecké mytologie, kde toto jméno nosil kentaur Cheirón.

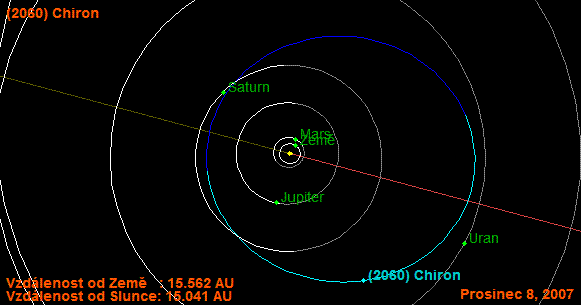
Chironova oběžná dráha (JavaApplet Orbit Viewer)

Chiron obíhá kolem Slunce po velmi excentrické dráze (perihel - 8,449 AU, afel - 18,891 AU) skloněné vůči ekliptice o 6,931° mezi Uranem a Saturnem, jehož dráhu kříží. Je prvním objeveným zástupcem planetek z takzvané skupiny kentaurů. Tyto objekty mají svůj původ v Kuiperově pásu, ale byly zachyceny gravitací velkých planet a dnes se pohybují po nestabilních excentrických drahách mezi vnějšími planetami sluneční soustavy.
To, co z Chirona udělalo unikátní těleso, byl však objev z roku 1988, kdy u něj astronomové nalezli slabý kometární obal (komu), která je typická pouze pro komety. Na to, aby byl Chiron kometárním jádrem, má však příliš velký průměr (166 km). Dnes je proto klasifikován jak jako planetka, tak jako kometa (je znám také pod svým kometárním označením 95P/Chiron).